# Kiss Imre (labdarúgó, Új-Zéland)
Kiss Imre (Budapest, ? –) magyar származású új-zélandi válogatott labdarúgó.

## Pályafutása
17 évesen még Magyarországon játszott ifjúsági labdarúgóként, majd Nyugat-Németországba távozott, ahol két évet töltött és a Stuttgarter Kickers játékosa volt. 1964-ben költözött Új-Zélandra, ahol a wellingtoni Hungaria csapatában szerepelt. 1967-ben egy alkalommal szerepelt az új-zélandi válogatottban. 1995 óta New Plymouthban él, ahol 2015-ben az U20-as világbajnokság E csoportjának a mérkőzéseit rendezték. Ebben a csoportban szerepelt a magyar válogatott is. Kiss Imre találkozott és beszélt a magyar csapat játékosaival.

## Mérkőzései az új-zélandi válogatottban
| #  | Dátum             | Ellenfél     | Eredmény | Kiírás              | Esemény |
| -- | ----------------- | ------------ | -------- | ------------------- | ------- |
| 1. | 1967. november 8. | Új-Kaledónia | 0 – 4    | barátságos mérkőzés |         |